# 이사크 젤렌스키
이사크 아브라모비치 젤렌스키(러시아어: Исаа́к Абра́мович Зеле́нский, 1890년 6월 22일 ~ 1938년 3월 15일)는 소련의 정치인, 공산당 간부, 대숙청의 희생자였다. 1929년 우즈베크 소비에트 사회주의 공화국의 사무총장이 되었다.

## 어린 시절
이사크 젤렌스키는 1890년 사라토프에서 장인의 유대인 가정의 아들로 태어났다. 그곳에서 그는 학업을 마쳤고, 1906년에 후에 소련 공산당이 된 러시아 사회민주노동당의 볼셰비키 파벌에 합류했다. 그는 오렌부르크, 펜자, 사마라, 차리친, 모스크바를 포함한 몇몇 러시아 도시에서 당 선전원으로 일했고 여러 번 체포되었다.
1912년 2월, 그는 시베리아의 나림 지역으로 추방되었다. 1915년, 그는 다시 체포되었고 이르쿠츠크로 추방되었지만 시베리아로 탈출했다. 하지만, 그는 1년 후에 가까스로 탈출했다. 1917년 러시아 혁명 동안, 그는 모스크바에서 볼셰비키를 위해 싸웠다. 러시아 내전 동안, 그는 소작농들로부터 농산물을 강제로 압수하는 것을 포함하는 모스크바의 물자를 책임졌다.

## 경력
1921년, 젤렌스키는 모스크바 공산당 제1서기로 임명되었고, 1922년부터 그는 제11차 당대회에서 1922년 소련 공산당 중앙위원회의 정회원으로 선출되었다. 모스크바 시위원회의 제1서기로서, 젤렌스키는 1924년 레닌의 장례식을 주선하는 위원회에서 일했다.
1924년 6월, 그는 이오시프 스탈린 총서기와 함께 중앙위원회 서기로 승진했다. 1938년 그의 재판에서 주어진 증거에 따르면, 젤렌스키의 동생 알렉산더는 1924년 차르 비밀경찰의 전 요원인 오흐라나로 노출되어 총에 맞았다.
그는 1924년 8월에 당의 구조를 구축하는 데 참여하기 위해 타슈켄트로 보내짐으로써 좌천되었다. 그는 1924년부터 29년까지 공산당 중앙아시아국의 비서였다. 1929년, 그는 잠시 우즈베키스탄 공산당 총서기를 맡았지만, 12월에 아크말 이크라모프가 그를 대신하여 이 직위에 첫 번째 우즈베키스탄 민족으로 취임했다. 다음 해 젤렌스키는 그를 퇴위시키려 했지만 중앙위원회가 이크라모프를 지원했기 때문에 이 시도는 실패했다. 젤렌스키는 1931년 국가 소비자 유통망을 운영하기 위해 모스크바로 소환되었다.

## 재판
젤렌스키는 1937년 8월에 체포되었다. 1938년 3월, 그는 모스크바 재판의 마지막이자 가장 큰 재판인 21대 재판에서 피고인이었다. 재판 동안, 그는 1911년부터 그의 형과 같은 오흐라나 스파이로 있었고, 소비재를 담당하는 동안 버터에 못을 박고 50 트럭의 달걀이 상하도록 함으로써 식품 유통을 방해하도록 주선했다고 "고백"했다.<ref>《Report of Court Proceedings》. 1938. 330–31쪽.</ref 젤렌스키는 사형을 선고받고 1938년 3월 15일에 처형되었다.

## 유산
1959년, 그는 사후에 복직되었다. 1988년 소련 당국은 재판 전체가 조작되었다고 발표했다.